# John Baez
John C. Báez (12 de junio de 1961) es un matemático estadounidense  que trabaja en gravedad cuántica de bucles y las aplicaciones de la teoría de las categorías a la física.
Tiene marcada presencia en internet, donde es conocido por This Week's Finds in Mathematical Physics, su compilación (nominalmente) semanal de los resúmenes de artículos que él anuncia en varios grupos de noticias y los archivos en su sitio web (vea la conexión externa abajo). 
Es sobrino del físico Albert Báez. No debe ser confundido con la cantante Joan Báez, su prima hermana e hija de Albert.